# Хайд, Иоганн Якоб
Иоганн Якоб Хайд, также Гайд (нем. Johann Jakob Haid; 1704, Зюссен или Кляйн-Айслинген близ Гёппингена — 9 декабря 1767, Аугсбург) — немецкий художник: гравёр в технике меццо-тинто, портретист и издатель. Отец гравёра-меццотинтиста Иоганна Элиаса Хайда.

## Биография
Хайд был одним из наиболее известных представителей семьи аугсбургских художников Хайд. В 1726 году он отправился в Аугсбург на обучение и, помимо батальной и анималистической живописи, обучился ещё и искусству портрета. Позже он полностью обратился к гравюре на меди и меццо-тинто. Его учителями были Георг Филипп Ругендас, женившийся в 1697 году на Анне Барбаре Хайд из аугсбургской семьи художников, и Иоганн Элиас Ридингер.
Хайд основал в Аугсбурге собственное издательство и стал успешным издателем портретных гравюр в технике меццо-тинто. Среди его учеников были Антон Графф и Иоганн Фридрих Баузе, а также Даниель и Готфрид Ходовецкие.

## Галерея

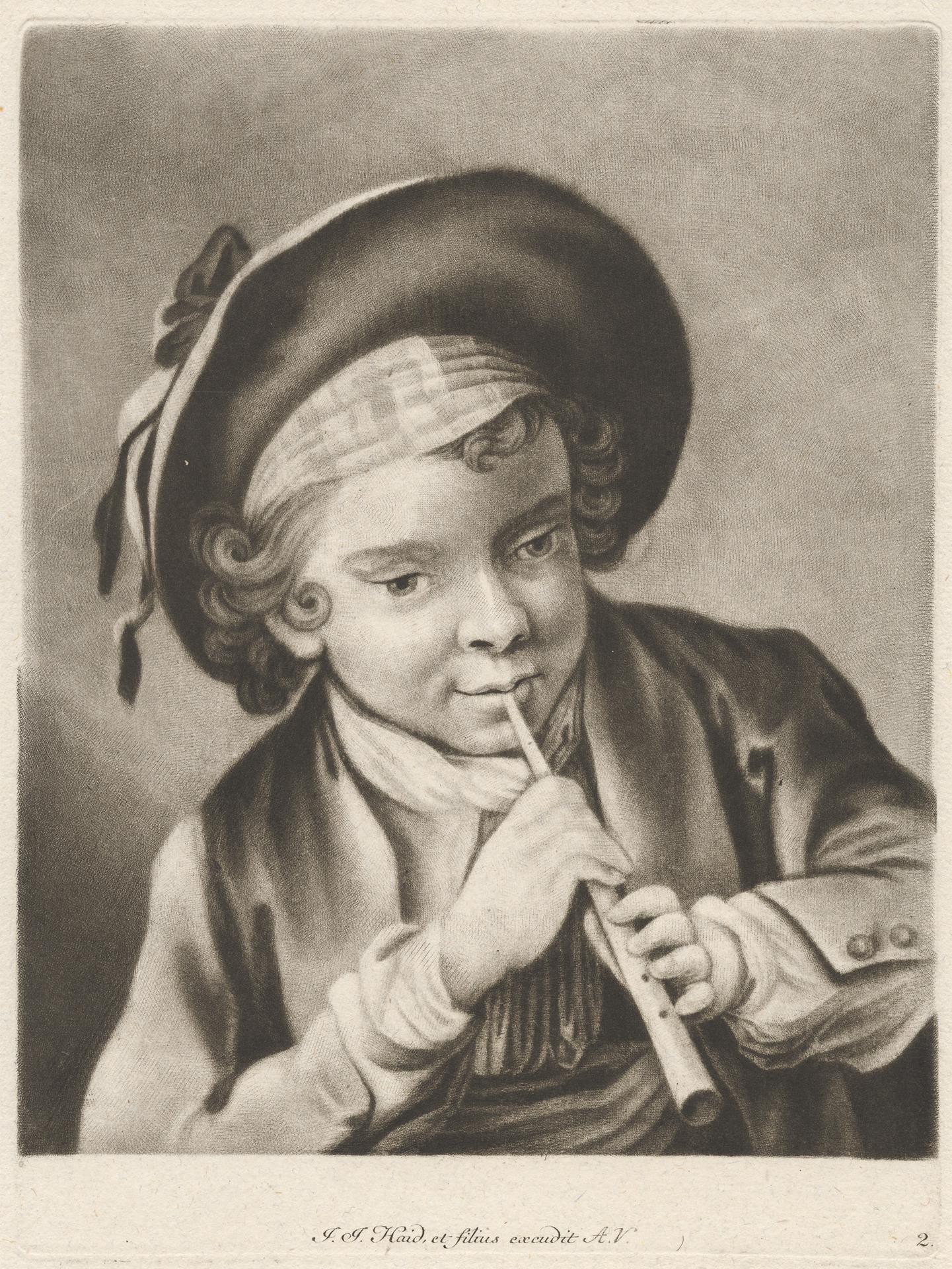
Мальчик с дудочкой. Меццо-тинто
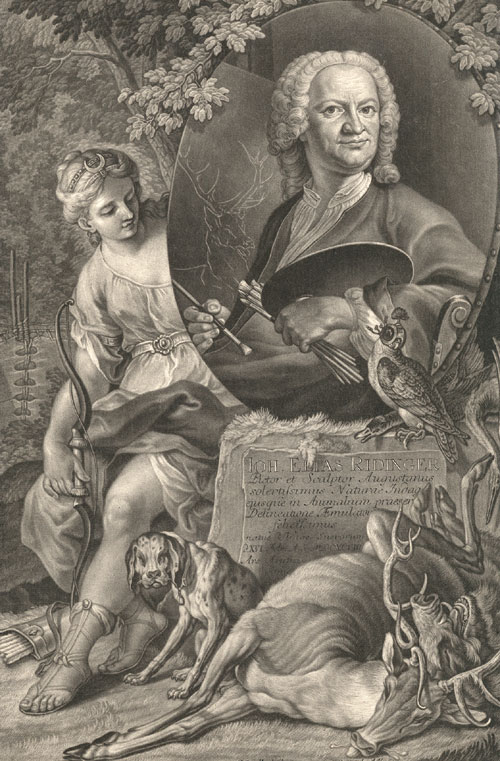
Иоганн Элиас Ридингер. Ок. 1750. Меццо-тинто
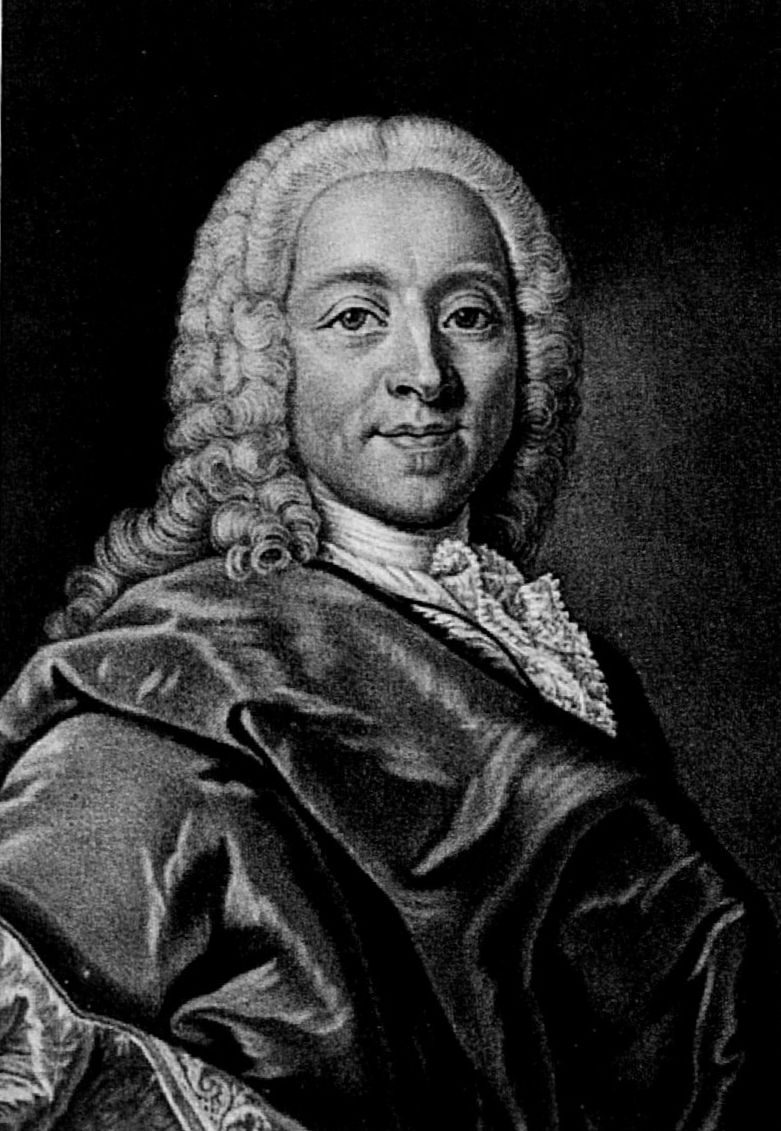
Генрих Кристиан Зенкенберг. Между 1750 и 1760. Меццо-тинто, офорт, резец
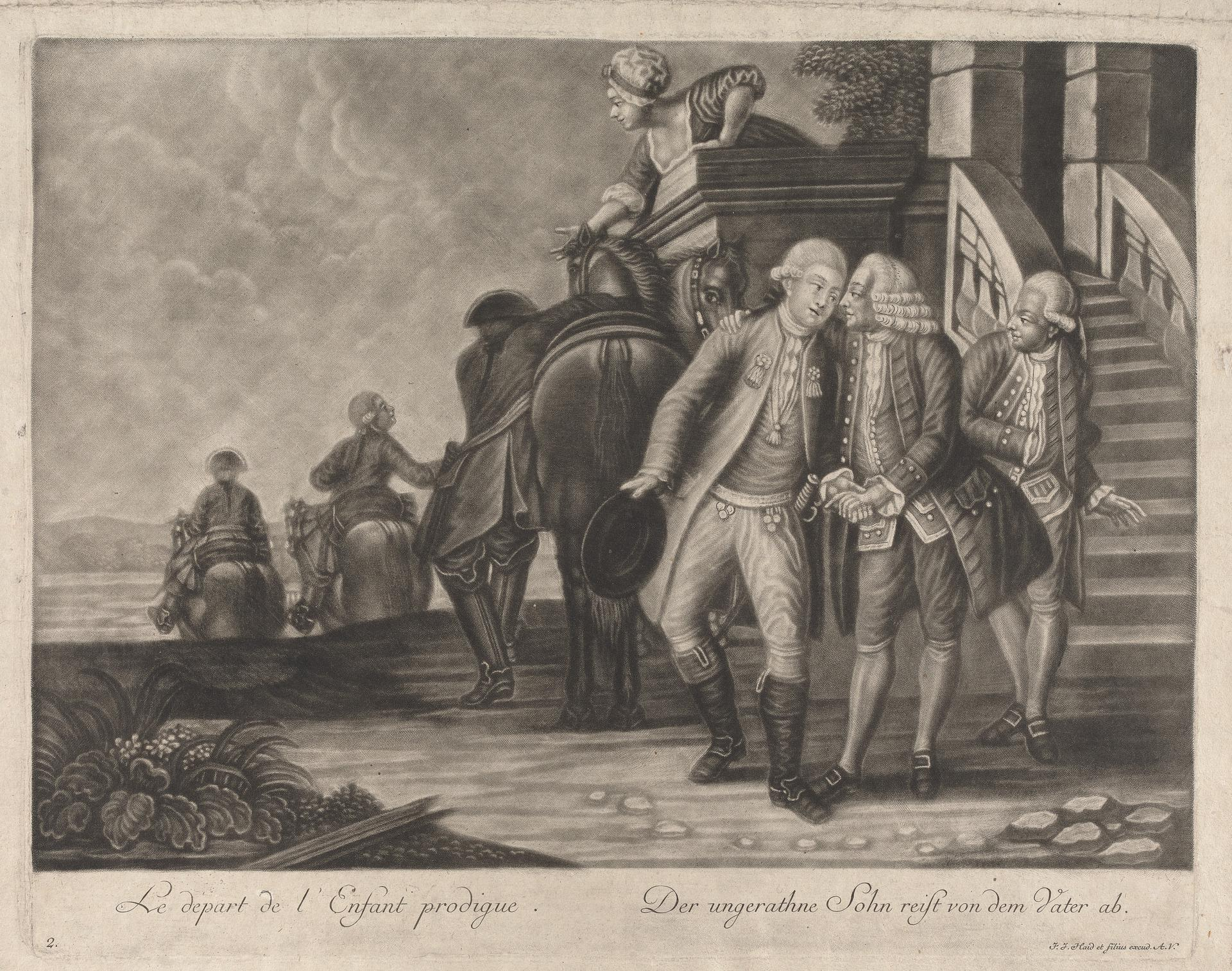
Уход блудного сына. Офорт
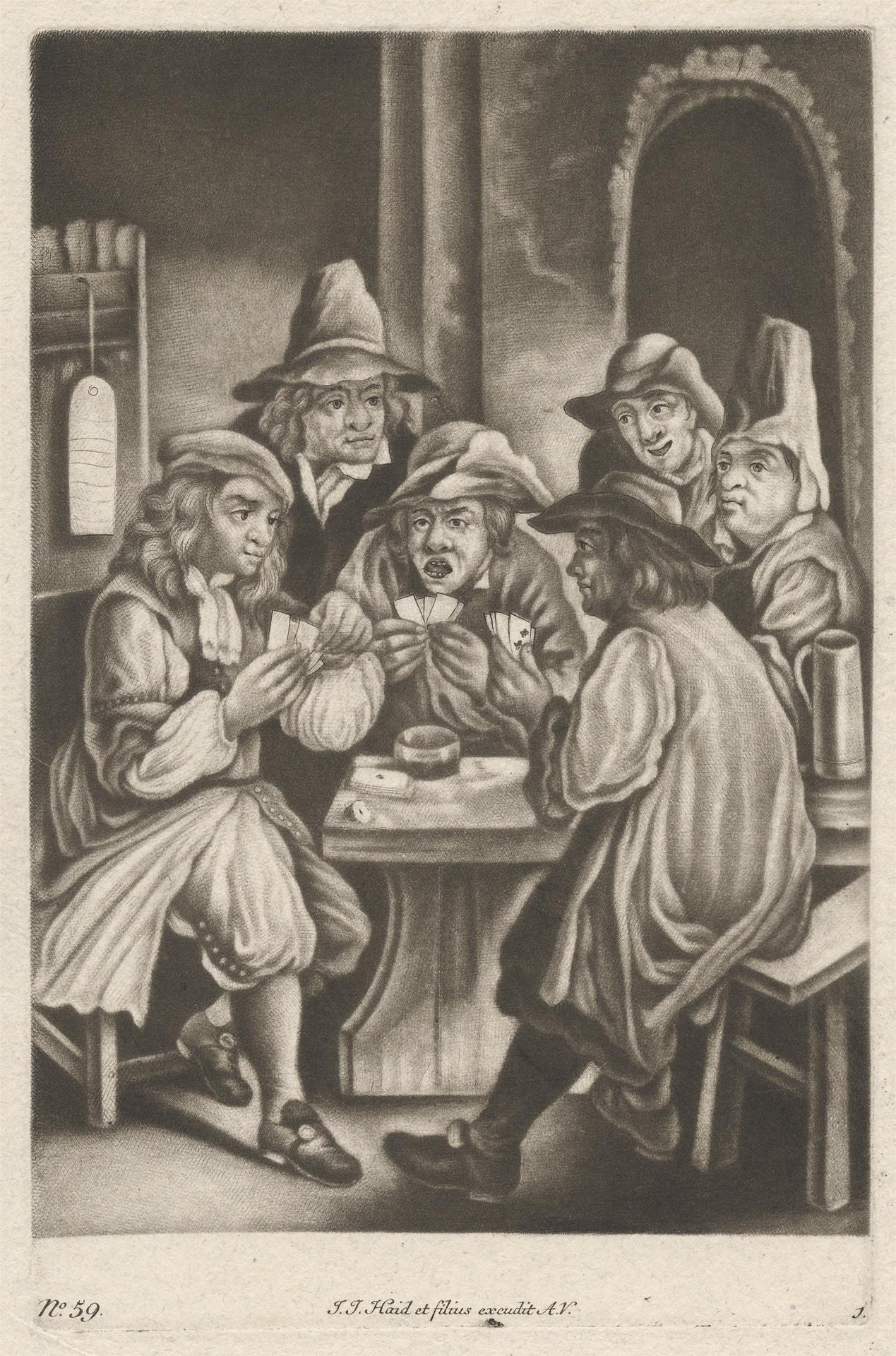
Игроки в карты. Меццо-тинто, офорт
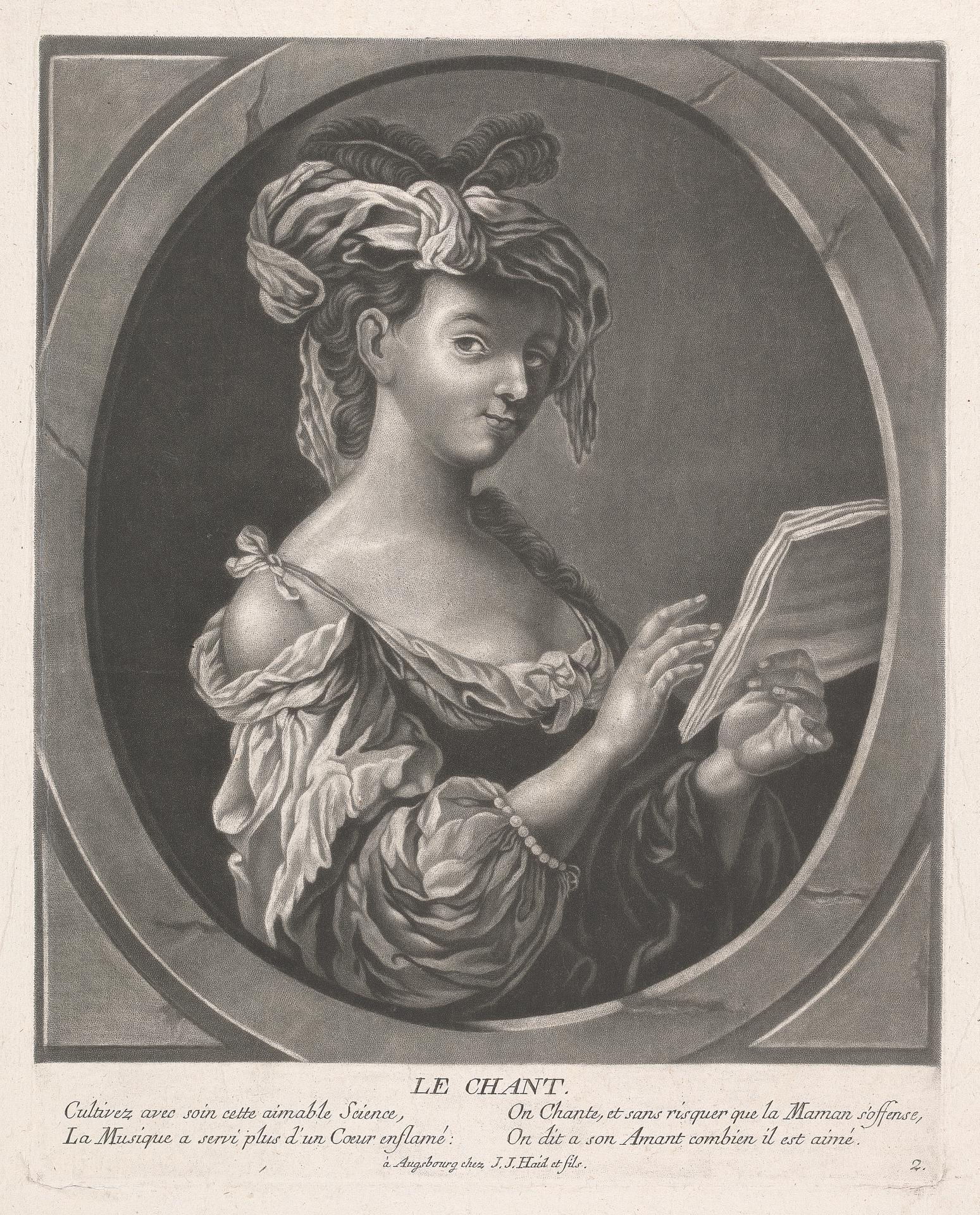
Песня. Меццо-тинто
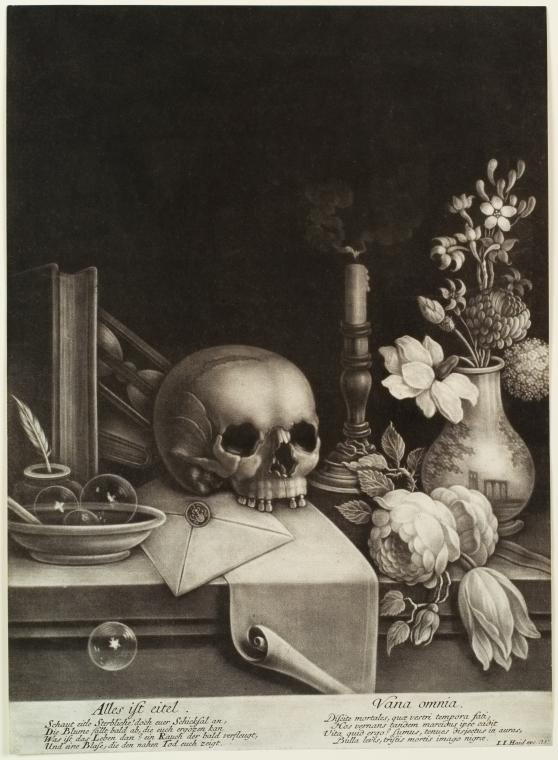
Всё суета (Ванитас). Меццо-тинто